# Andreja Furlan Šinkovec
Andreja (Špela) Furlan Šinkovec, slovenska uradnica, * ?.
Bila je svetovalka predsednika Slovenije Milana Kučana za stike z javnostjo.

## Odlikovanja in nagrade
Leta 2000 je prejela častni znak svobode Republike Slovenije z naslednjo utemeljitvijo: »za požrtvovalno delo v dobro slovenske države«.